# 林健樹
林 健樹（はやし けんじゅ、1957年5月5日 - ）は、日本の俳優。東京都出身。劇団いろはを経て、劇団青年座専科〜同本科４期卒。好きな作曲家は、チャイコフスキー、ラフマニノフ。好きな画家は、ラファエロ、アングル。好きな花は、真紅の薔薇。好きな色はカリブブルー。『科学戦隊ダイナマン』メギド王子役(レギュラー)にちなんで通称「王子」。

## 人物・略歴
東京都出身。1957年5月5日北区の滝野川病院で生まれる。幼児期は飛鳥山公園や豊島園や上野動物園で遊んだ。小学校入学前に両親が世田谷区赤堤に転居し、カノッサ幼稚園、常徳幼稚園、世田谷区立赤堤小学校、世田谷区立松沢中学校へと進む。2才から教職にあった母親から自宅にあったオルガンの手ほどきを受け、同じ鍵盤楽器なのに音が違うと言って、3才からピアノを日本基督教団経堂北教会の奏楽者だった長谷川美世子に習い始める。幼稚園に進む頃は毎晩寝る時にチャイコフスキーの『白鳥の湖』を聴かせて欲しいと親にせがんだ。２つの幼稚園でも学芸会ではなぜか主役に抜擢され本人はとても嫌だったという。また、小学校入学の際は、新入生代表として挨拶することに決まり、毎晩うなされたという。小学校１年の時に貝谷八百子の『白鳥の湖』に感動する。音楽の道へ進むべく楽典を独学したりスコアを読んだりしていた。小学校6年の時は児童会会長に推薦され、中学へ入るとクラスの実行委員や議長に推薦され、やはり最初は嫌だったが、だんだん面白くなった。
中学2年の時に、その年の合唱コンクールで親友がどうしても歌いたいという『木枯し紋次郎』の主題歌だった『誰かが風の中で』を、音楽教師に直談判して自分たちで３部合唱曲に編曲することを条件に実現する。3部合唱に編曲したのは林健樹である。高校から音楽大学付属高校への進学を希望するが、両親にとりあえず普通科へ進むように言われ、当時の学校群制度で22群を受験するが、当時大好きだった女子や仲間たちと同じ行きたかった高校へ行けず、心を閉ざしてゆく。高校3年の頃には、あまり学校へは行かなくなり、映画館か鎌倉散策に明け暮れる。
心のはけ口と、人前へ出るのが嫌でたまらなかった自分を払拭すべく演劇に活路を求めて劇団いろはを経て劇団青年座専科〜同本科で学ぶ(本科４期)。同実習科に合格するが、当初から大学と両立させるという母親との約束から同実習科を辞退、休学中だった青山学院大学へ復学。この時、道を一本隔てた自宅前にいた先輩俳優の原田大二郎から「辞める前に来て欲しかった」と言われる。後々、実習科へ進まないで辞めたことは後悔している。同期に宮田慶子、家中宏、草見潤平がいる。
TBS『Gメン'75』に「草鹿　宏」（くさか ひろし）名義にて俳優デビュー。名付け親は脚本家の高久進。当時、癌を発病した父親が、その養子縁組をした養父母（林健樹の祖父母）から、養子縁組解消で家裁に訴えられていた。その祖父の名前が「宏」であったため、どうしても馴染めずに「林健樹（現在の本名）」に芸名変更する。しかし後になって「今となっては草鹿　宏も実にイイ名前だった」と語っている。脚本家の高久進は、劇団青年座座付き作家であり脚本家の西島大の大の親友であり、そうした繋がりから『Gメン'75』に続いて様々な東映の特撮番組に出演の機会を得た。
乗馬を宇津井健、ジャズダンスを真島茂樹に学ぶ。乗馬ができたことから、自宅近くの三船プロダクションで時代劇スペシャル『素浪人まかり通る/暁の死闘』で時代劇デビュー。映画監督の松尾昭典や山内鉄也らの監督作品にも度々出演している。映画監督の山田洋次は父親の大学法学部の同期。父親が死亡退職した1984年の都立日比谷高校の卒業生に、映画監督の秋原北胤がいる。その父に中学一年生の時に「いいからとにかく見ろ」と言われて見させられた映画が『家族』。倍賞千恵子演じる民子こそ人生で愛すべき女性だと決めたという。母親の神奈川県立横浜平沼高等学校の同級生が竹腰美代子でクレイジーキャッツの安田伸にはよく遊んでもらった。亡き父親がかつて教鞭をとっていた聖・ミカエル国際学校依以来の大親友が、元・群馬日産自動車株式会社代表の天野健太郎で、その父親で群馬日産自動車株式会社の創立者である天野文夫が両親の仲人、また、母親の再婚相手が、小金井市立東小学校の第５代校長～世田谷区立経堂小学校校長だった若松乙彦、実弟の嫁の叔父が、第26代日銀総裁の三重野康である。
『科学戦隊ダイナマン』の最終回放映後に父親を失い、その悲しみの中で「同じ悲しみを子供に体験させたくないから絶対結婚はしない…」と語っていたが、のちに妻との間に3人の子供に恵まれた。そもそもは父親の差額ベッド代を稼ぐために始めたデパ地下でのアルバイトだったが、3人の子育て中に食品催事販売会社を設立。デパ地下での食品催事販売では、元・岡山県東京物産協会会員として岡山の名産品を紹介、他に徳島の名産品のすだちを使った野田ハニー食品工業㈱のすだちバーモント等の商品を販売した。今でも、どこへ行ってもデパ地下へ行くのが大好きとのこと。
ある時期、同じ酉年の12年先輩の日本創造教育研究所の田舞徳太郎にあこがれ、同研究所SA(self awareness)〜SC(self creation)〜LT(leadership training)〜3TT(trainer traininng)各コース終了、経営面だけではなく、働く人の心理面をサポートする企業内トレーナーの終了証を持つ。この時、交流分析他、心理学を南博、感性論哲学を芳村思風に学ぶ。また、仕事の傍ら『世田谷区砧おやじ組』や、そこで出会った仲間たちと始めた、世田谷町づくりファンドの助成を受けた『世田谷アドヴェンチャークラブ』の活動により、かねてからふつふつと心の中にあったという田舎暮らしに明確に目覚める。行動こそ真実とばかり東京を離れて田舎暮らしに…。cgi、phpスクリプトでのプログラミングやクラウドコンピューティングシステムの中小企業への導入といった仕事の合間に、朗読や一人芝居、地元の青年会議所主宰の演劇の演技指導などもボランティアで行っている。
田舎暮らしにあこがれて群馬へ移住～新・ジャシンカ帝国(『風のうしろのみんなであそぼーの国』)開国～社協＆民間ヘルパー～『カンサン株式会社』～『ディサービス桜林館』に勤務しつつ、映画・ＴＶ・舞台で俳優活動をつづけている。九星気学・姓名判断・手相・タロットカード・交流分析(心理学)など『メギドの丘』鑑定士。2022年～前橋文学館友の会『たのしい朗読講座』講師。
2012年、鈴木美潮主催のイベント『赤祭10』に出演し、元気な姿を見せた。特撮時代の仲間と再会する引き金となったのは、ダイナマン時代の旧友時田優と萩原佐代子だった。その後、同じくダイナマン時代の旧友沖田さとしと会ったり春田純一の舞台を度々観劇したりしている。現在では卯木浩二と度々共演も果たしている。
2015年の舞台で別役実『この道はいつか来た道』を演じてから、地域での公演活動を目指し、舞台をはじめ、前橋文学館リーディングシアター、30人シアター等の朗読劇にも多数出演。2020年02月には『BROTHERS～運命の兄弟』でミュージカルにも初挑戦している。2016年に舞台『楽屋』の演出で脚を痛めて以来、変形性股関節症の病状と闘いながらパフォーマンスに臨んでいる。
『怪傑ライオン丸』でライオン丸＝獅子丸が乗っていた白馬ヒカリ丸という馬は、実は『科学戦隊ダイナマン』でメギド王子を演じた林健樹が乗っていた愛馬流れ星と同じ馬だったという逸話がある。さらに『怪傑ライオン丸』で戸野広浩司が演じたライオン丸の宿敵タイガージョーこと虎錠之介も『科学戦隊ダイナマン』で林健樹が演じたメギド王子も左目だけの隻眼であった。血液型はO型、星座宮は牡牛座、レギュラー出演していた『科学戦隊ダイナマン』のメギド王子役にちなんで通称は「王子」。

## 主な出演作品

### 子供番組/クイズ番組
- チャンスだピンチだ 1970年 /NHK

### 時代劇
- 大江戸捜査網 第523話『危機一発 貝になった娘』 1981年 /12ch /三船プロ /池内長門守
- 時代劇スペシャル /フジテレビ
  - 『忍者狩り』 1982年
  - 『素浪人罷り通る/暁の死闘』 1982年
  - 『隠密くずれII』 1982年
- 影の軍団III 第2話『闇からの依頼人』 1982年 /関西テレビ /東映
- 遠山の金さん 第7話『治した患者を殺す医者!』 1982年 /テレビ朝日 /東映　※高橋英樹版
- 大岡越前 第6部 第29話『過去を消した男』 1982年9月20日 /TBS /C.A.L
- 幕末青春グラフィティ 坂本竜馬 1982年11月16日 /日本テレビ放送網

### 特撮
- バトルフィーバーJ 第14話『美女と野獣の結婚』 1979年5月5日／ギンガ怪人人間態、大山洋平
- 科学戦隊ダイナマン 1983年2月5日-1984年1月28日／レギュラー／メギド王子・ダークナイト・若き帝王メギド
- 星雲仮面マシンマン 第32話『争いを呼ぶ鳥の声』 1984年8月31日／カセット男人間態＆声 /林田健二名義
- 兄弟拳バイクロッサー 第9話 『ビデオの中の死神』 1985年3月7日／ダイスケ
- 超人機メタルダー 第18話『舞の秘密情報・プールサイドの罠』 1987年7月20日／ロボット人間
- 仮面ライダーBLACK 第38話『謎!? EP党少年隊』 1988年7月3日／EP党青少年部隊長・大怪人バラオム

### 現代劇
- 火曜サスペンス劇場／日本テレビ
  - 『蒼い愛の秘密』 1984年
  - 『観覧車は見ていた』 1984年
  - 『非行少年』 1985年
  -  女弁護士高林鮎子『寝台特急あさかぜ4号殺人風景』 1986年
- 土曜ワイド劇場/テレビ朝日
  - 『みちのく離婚ツアー連続殺人』 1986年
  - 『東京－清里ペンション村連続殺人』 1987年
  - 『独眼竜政宗ひょうきん連続殺人』 1987年
  - 『渓流釣りシリーズ 南アルプス殺人峡谷』 1987年
  - 『キャットショー連続殺人』 1987年
  - 『古都金沢 雪の殺意』 1990年
- 月曜ドラマ9『お見合いドラフト会議』 1987年
- 大都会25時 第8話『消えた誘拐犯!マイホーム殺人事件』 1987年／テレビ朝日／東映
- ベイシティ刑事 第3話『グッドバイわが愛しき友よ!』 1987年／テレビ朝日／東映
- カオスボックス 第5話『解読』 2024年／東京MXテレビ／㈱Ｌ４

### 映画
- 『幕末青春グラフィティ 坂本竜馬』／監督：河合義隆
- 『科学戦隊ダイナマン』 1983年 メギド王子／監督：東條昭平
- 『お茶をつぐ』2021年／監督：篠原哲雄
- 『火面～嘉吉箭弓の一揆』2022年／監督：秋原北胤
- 『Me? Xavier!』2023年／監督：秋原北胤
- 『変身』2024年／監督：秋原北胤
- 『二丁鼓』2025年／監督：秋原北胤

### 舞台
- 2015年11月 別役実『この道はいつか来た道』／男
- 2015年12月 別役実『場所と思い出』／男１
- 2016年05月 清水邦夫『楽屋』東京公演／女優Ａ
- 2016年07月 清水邦夫『イエスタデイ』稲葉次郎／前橋文学館
- 2016年09月 清水邦夫『楽屋』前橋公演／女優Ａ
- 2017年05月 第45回朔太郎忌『どこがヤバイの?朔太郎』室生犀星／前橋テルサ
- 2017年08月 『「月に吠える」を声で立ち上がらせる』室生犀星／前橋文学館
- 2017年09月 清水邦夫『薔薇十字團・渋谷組』／北野通
- 2017年12月 菊田一夫『夜汽車の人』北原白秋／前橋文学館
- 2018年02月 ダニエル・キイス『アルジャーノンに花束を』／父親／劇団夢十字星
- 2018年08月 清水邦夫『イエスタデイ』稲葉次郎／前橋文学館
- 2019年05月 第47回朔太郎忌/栗原飛宇馬『猫町観光案内』飯島／前橋テルサ
- 2019年06月 泉鏡花『高野聖』他/大人の夢朗読劇月と星／大手町みとう庵
- 2019年08月 清水邦夫『イエスタデイ』稲葉次郎／前橋文学館
- 2019年09月 にしのあきひろ『えんとつ町のプペル』プペル／30人シアター
- 2019年10月 特別攻撃隊他遺書『あの日の…忘れえぬ言葉たち』／靖國神社能楽堂
- 2019年11月 幸田露伴『哀しみの麗人(対髑髏)』他／三茶しゃれなあど
- 2020年02月 ウィリー・ラッセル『BROTHERS～運命の兄弟』デイヴィット・ライオンズ／劇団夢十字星
- 2020年10月10日～2021年01月11日　加藤真史『私はまだ踊らない』山岸外史／前橋文学館(映像公開)
- 2020年11月 清水邦夫『イエスタデイ』稲葉次郎／前橋文学館(収録)
- 2021年02月 『劇団えとせとら』旗揚げ公演(オンライン参加)
- 2021年09月 『劇団えとせとら』第２回公演(オンライン参加)
- 2021年11月 特別攻撃隊他遺書『あの日の…忘れえぬ言葉たち２／手紙』／靖國神社能楽堂
- 2022年01月 栃木おやこ劇場『アメージングボイスドラマ』
- 2022年06月 『ホテルベラヴィータチャペルコンサート』
- 2022年06月 『劇団えとせとら』第３回公演
- 2022年07月 栃木おやこ劇場『アメージングボイスドラマ』
- 2022年10月 特別攻撃隊他遺書『あの日の…忘れえぬ言葉たち３／手紙』／靖國神社能楽堂
- 2023年04月 『劇団えとせとら』第４回公演
- 2023年05月 清水邦夫『エレジー～父の夢は舞う～』吉村右太／館林美術館
- 2023年11月 特別攻撃隊他遺書『あの日の…忘れえぬ言葉たち４／手紙』／靖國神社能楽堂
- 2023年12月 泉鏡花『高野聖』/大人の夢朗読劇月と星／大手町みとう庵
- 2024年03月 渋川おやこ劇場『あそびとアートの出会いの広場／昭和の紙芝居』
- 2024年09月 清水邦夫／加藤真史構成＆演出『イエスタデイ』浦田源一／前橋文学館
- 2024年10月 朗読会『ぐんまの詩人を読む』／前橋文学館
- 2024年11月 服部良一作曲／鈴木比呂志作詞『交響詩曲ぐんま』演奏会／司会
- 2024年12月 特別攻撃隊他遺書『あの日の…忘れえぬ言葉たち５／手紙』／靖國神社能楽堂
- 2025年04月06日～サンデーモーニング朗読会／毎月／前橋文学館
- 2025年08月09日 清水邦夫／加藤真史構成＆演出『イエスタデイ』浦田源一／前橋文学館

### ラジオ
- 2002年09月 FMせたがや
- 2016年05月 『世田谷ラジオ倶楽部』／FMせたがや
- 2020年08月 小堀智仁『開かないドア』／THT from シュガーハウス/FM HOT 839(FMさがみ)
- 2020年12月 小堀智仁『いかやきさん』／THT from シュガーハウス/FM HOT 839(FMさがみ)
- 2021年02月 小堀智仁『地獄』／THT from シュガーハウス/FM HOT 839(FMさがみ)
- 2021年03月 小堀智仁『再会！』／THT from シュガーハウス/FM HOT 839(FMさがみ)
- 2021年05月 小堀智仁『五月人形』／THT from シュガーハウス/FM HOT 839(FMさがみ)
- 2021年07月 小堀智仁『お人好しの系譜』／THT from シュガーハウス/FM HOT 839(FMさがみ)
- 2021年09月 小堀智仁『きさらぎ駅』／THT from シュガーハウス/FM HOT 839(FMさがみ)
- 2021年12月 小堀智仁『パパの正体』／THT from シュガーハウス/FM HOT 839(FMさがみ)
- 2022年01月 小堀智仁『隣人の晩餐会』/THT from シュガーハウス/FM HOT 839(FMさがみ)
- 2022年03月 小堀智仁『大誤算』／THT from シュガーハウス/FM HOT 839(FMさがみ)
- 2022年04月 『恭子の"水曜日の約束"』ゲスト(SKYWAVE FM 89.2)

### YouTube
- 2020年～『朗読＆ピアノ』林健樹 - YouTube
- 2020年～『虹色くれよんオンライン』
- 2020年08月～『開かないドア』
- 2020年12月～『いかやきさん』
- 2020年12月～『私はまだ踊らない』
- 2021年02月～『地獄』
- 2021年03月～『再会』
- 2021年05月～『五月人形』
- 2021年07月～『お人好しの系譜』
- 2021年08月06日～20日『イエスタデイ』前橋文学館公式YouTube期間限定公開
- 2021年09月～『きさらぎ駅』
- 2022年01月～『パパの正体』
- 2022年02月～『隣人の晩餐会』
- 2022年03月～『大誤算』